# EPS Accelerator Group Prize
Die EPS Accelerator Group Prizes sind Preise der Abteilung Beschleuniger der European Physical Society für Forschung und Technologie von Teilchenbeschleunigern. Sie sind an keine Nationalität gebunden und werden seit 1994 alle zwei Jahre verliehen. 2011 wurden sie benannt in einen Rolf-Wideröe-Preis (nach Rolf Wideröe) für herausragende Leistung auf dem Gebiet von Teilchenbeschleunigern (ohne Altersbeschränkung), den Gersh-Budker-Preis für Leistungen aus jüngster Zeit (nach Gersch Izkowitsch Budker, ohne Altersbeschränkung) und den Frank-Sacherer-Preis für Nachwuchswissenschaftler (nach Frank Sacherer).
Die EPS Beschleunigerphysik-Preise gelten als eine der bedeutendsten Preise auf dem Gebiet der Beschleunigerphysik neben dem Robert R. Wilson Prize der American Physical Society, dem USPAS Prize for Achievement in Accelerator Physics and Technology und dem IEEE Particle Accelerator Science and Technology Award der IEEE.

## Preisträger
- 1994 Håkan Danared (Manne Siegbahn Labor, Universität Stockholm) für Einführung einer Methode, die die Elektronenkühlung in Ionenstrahlen erheblich verbesserte, Igor Syrachev (Institut für Hochenergiephysik (Protwino)) für Demonstration effizienter RF-Pulskompression für sehr hohe RF-Puls-Spitzenleistung in Hochenergiebeschleunigern
- 1996 R. D. Kohaupt und die DESY Feedback Group: M. Ebert, D. Heins, J. Klute, K.-H. Matthiesen, H. Musfeldt, S. Pätzold, J. Rümmler, M. Schweiger, J. Theiss, für Theorie und Entwicklung von Multibunch-Systemen für longitudinale und transversale Rückkopplung und deren Erprobung in verschiedenen DESY-Anlagen. Den Nachwuchspreis erhielt Jeffrey S. Hangst (Universität Aarhus) für bunched beam Laserkühlung und zugehörige Diagnostik.
- 1998 Christoforo Benvenuti (CERN) für einen Durchbruch bei der Erzielung ultrahoher Vakua in Speicherringen mit dem NEG (Non Evaporable Getter) System und für einen Durchbruch bei der Entwicklung von Niob-Beschichtung für RF-Hohlräume (cavities) im Large Electron-Positron Collider (LEP) am CERN. Den Nachwuchspreis erhielt Søren Pape Møller (Universität Aarhus) für Design und Konstruktion von ELISA, einen elektrostatischen Speicherring für Atomphysik.
- 2000 Eberhard Keil (CERN) für wesentliche Beiträge zu Theorie von Instabilitäten, Strahl-Strahl-Effekten, Strahloptik, nichtlineare Resonanzen und Impedanzen in der Strahlumgebung, die bei dem Entwurf jedes großen Beschleunigers der letzten 35 Jahre eine Rolle spielten. Den Nachwuchspreis erhielt Pantaleo Raimondi (SLAC) für Entwicklung praktischer Techniken zur Verbesserung der Strahldiagnostik nahe dem Wechselwirkungspunkt, die die Luminosität sowohl am LEP als auch am SLAC erhöhten.
- 2002 Kurt Hübner (CERN) für seine Führungsrolle in Beschleunigerphysik und -technologie. Den Nachwuchspreis erhielt Frank Zimmermann (CERN) für seine vielen wichtigen Beiträge zur Beschleunigerphysik, insbesondere Instabilitäten von Elektronenwolken und schnellen Ionen.
- 2004 Igor Meshkov (JINR) für wesentliche Beiträge zur Beschleunigerphysik in den letzten 40 Jahren, insbesondere für Techniken zur Realisierung der Elektronenkühlung und für seine Rolle in der internationalen Zusammenarbeit. Vladimir Shiltsev (Fermi National Accelerator Laboratory, FNAL) für viele Beiträge zur Beschleunigerphysik einschließlich Theorie, Strahlsimulation, Hardware Entwicklung und Hardware-Abnahme und Strahlexperimente, speziell seine Pionierrolle bei Elektronenlinsen Strahl-Strahl-Kompensation.
- 2006 Vladimir Teplyakov (Institut für Hochenergiephysik Protwino) für Hochfrequenzquadrupol-Beschleuniger (RFQ) mit I. M. Kapchansky, die die Beschleunigung niedrigenergetischer Ionenstrahlen revolutionierten. Lutz Lilje (DESY) für seine wichtige Rolle in Entwurf und Test von high gradient supraleitenden RF-Strukturen (speziell der Entwicklung schneller Tuning-Systeme). Den Nachwuchspreis erhielt Axel Winter (DESY, Universität Hamburg) für Entwurf und Konstruktion eines ultrastabilen Zeitsynchronisationssystems für über einen Linearbeschleuniger betriebene FELs mit 20 Femtosekunden-Präzision über große Distanz.
- 2008 Alex Chao (SLAC) für viele grundlegende und wegbereitende Beiträge zur Beschleunigerphysik, speziell dem Verständnis des kollektiven Verhaltens von Teilchenstrahlen, Strahlinstabilitäten, Strahlverteilung, Spindynamik, Strahlungs-Polarisation, Strahl-Strahl-Effekte und Anwendungen der Theorie der Teilchenstrahldynamik bei Beschleunigern auf die Astrophysik (Instabilitäten von Galaxien). Außerdem für seine Beiträge zu fast jedem großen Beschleunigerprojekt der letzten 30 Jahre, seine Vorlesungen und Bücher über Beschleunigerphysik. Norbert Holtkamp für Konstruktion und erfolgreiche Inbetriebnahme der mit einem Linearbeschleuniger betriebenen Spallations-Neutronenquelle (SNS). Den Nachwuchspreis erhielt Viatcheslav Danilov (SNS) speziell für effizientes H-Stripping mit Lasern.
- 2011 Shin-Ichi Kurokawa (Rolf-Wideröe-Preis) für verschiedene Beschleuniger am KEK, insbesondere TRISTAN, KEK PS (Protonensynchrotron) und KEK B-Factory sowie internationale Zusammenarbeit. Yasushige Yano (Gersh-Budker-Preis) vom RIKEN für RIBF (Radioactive Ion Beam Facility), der ersten Beschleunigeranlage für radioaktive Ionenstrahlen basierend auf supraleitenden Sektor-Magneten im Zyklotron. Den Nachwuchspreis (Frank-Sacherer-Preis) erhielt Rogelio Tomas Garcia (CERN) für viele wichtige Beiträge zur Beschleunigerphysik, speziell Strahloptik-Entwurf und Instrumentierung und Korrelationstechniken.
- 2014 Mikael Eriksson (Rolf-Wideröe-Preis) für seine Leistungen für das MAX-LAB Synchrotron Radiation Facility. Tsumoru Shintake (Gersh-Budker-Preis) für den SACLA X-Ray Free Electron Laser. Agostino Marinelli (Frank-Sacherer-Preis) für seine Beiträge zu Freie-Elektronen-Lasern.
- 2017 Lyndon Evans (Rolf-Wideröe-Preis) für seine Beiträge zur Entwicklung von Beschleunigern, insbesondere das SPS. Pantaleo Raimondi (Gersh-Budker-Preis) für die Erfindung des Hybrid Multi Bend Achromat HMBA-lattice. Anna Grassellino (Frank-Sacherer-Preis) für ihre herausragenden Beiträge zur supraleitenden RF-Technologie.
- 2020 Lucio Rossi (Rolf-Wideröe-Preis) „für seine Pionierrolle bei der Entwicklung der Technologie supraleitender Magnete für Beschleuniger und Beschleunigerexperimente, ihre Anwendung auf komplexe Projekte in der Hochenergiephysik einschließlich des Vorantreibens industrieller Kapazitäten, und seinem unermüdlichen Einsatz für die Förderung von Beschleunigerwissenschaft und -technologie“. Hideaki Hotchi (Gersh-Budker-Preis) für seine Erfolge „in der Zulassung des J-PARC Rapid Cycling Synchrotron, das einen Betrieb bei nachhaltigen 1 MW und bis dahin unerreicht niedrigen Strahlverlusten aufweist, ermöglicht durch sein außergewöhnliches Verständnis komplexer Prozesse der Strahldynamik, wobei er die Grundlagen für zukünftige Proton-Synchrotrone hoher Leistung weltweit legte.“ Johannes Steinmann (Frank-Sacherer-Preis) für seinen „bedeutenden Beitrag zu Entwicklung und Demonstration von ultraschneller Beschleunigerinstrumentierung mit THz Technologie, das das Potential eines großen Einflusses auf das Gebiet der Bunch-by-bunch Diagnostik von Elektronen hat.“
- 2023[2] Katsunobu Oide (Rolf-Wideröe-Preis), for his many conceptual contributions to linear and circular particle colliders. Mikhail Krasilnikov (Gersh-Budker-Preis) for his achievements in the development of high brightness electron beams and a high power, tunable THz SASE free electron laser based on those beams, demonstrating lasing at the PITZ facility in 2022. Xingchen Xu (Frank Sacherer Prize) for his contributions in demonstrating the effectiveness of the internal oxidation method in Nb3Sn wires to strongly improve the performance of this superconductor by using artificial pinning centers, opening the way to the next generation of high field accelerator magnets.